# Élections législatives de 1956 en Tarn-et-Garonne
Les élections législatives de 1956 en Tarn-et-Garonne sont des élections françaises qui ont eu lieu le 2 janvier 1956 dans le département de Tarn-et-Garonne dans le cadre des élections législatives françaises de 1956, sous la IVe République.
Ce sont les dernières élections législatives de la Quatrième république, après les élections de novembre 1946 et de juin 1951.

## Mode de scrutin
L'Assemblée nationale est composée de 626 sièges pourvus au scrutin proportionnel plurinominal suivant la règle de la plus forte moyenne dans le cadre départemental, sans panachage.
Le vote préférentiel est admis, en inscrivant un numéro d'ordre en face du nom d'un, de plusieurs ou de tous les candidats de la liste. Mais l'ordre ne pourra être modifié que si au moins la moitié des suffrages portés sur la liste est numéroté. Dans les faits les modifications n’on jamais dépassé les 7%.
La loi électorale du 7 mai 1951, dite loi des apparentements, reste en vigueur. Elle permet à la base une répartition des sièges à la représentation proportionnelle dans le département, mais si des listes « apparentées » avant le déroulement du scrutin obtiennent ensemble une majorité absolue de suffrages exprimés, elles reçoivent directement tous les sièges à pourvoir.
Dans le département de Tarn-et-Garonne, trois députés sont à élire.

## Élus
| Député sortant | Parti | Parti   | Député élu ou réélu | Parti | Parti   |
| -------------- | ----- | ------- | ------------------- | ----- | ------- |
| Jean Baylet    |       | Rad-soc | Jean Baylet         |       | Rad-soc |
| Adrien Laplace |       | Rad-soc | Pierre Juge         |       | PCF     |
| Henri Lacaze   |       | MRP     | Henri Lacaze        |       | MRP     |

## Résultats

### Résultats à l'échelle du département
- Un apparentement est conclu en soutien à la majorité sortante, entre les listes MRP, CNIP-ARS et Rép. soc.
- Un autre regroupe les deux listes poujadistes.

Les listes G. ind-JR et RGRIF se sont retirées avant le jour de vote, mais elles restent inscrites à la préfecture. 
| Parti    | Parti     | Tête de liste     | Résultats | Résultats | Appar. | Appar. | Sièges |
| Parti    | Parti     | Tête de liste     | Voix      | %         | Voix   | %      | Nb.    |
| -------- | --------- | ----------------- | --------- | --------- | ------ | ------ | ------ |
|          | MRP       | Henri Lacaze      | 21 996    | 25,65     | 8 963  | 10,45  | 1      |
|          | CNIP-ARS  | Henri Roques      | 21 996    | 25,65     | 8 224  | 9,59   | -      |
|          | Rép. soc  | René Gabach       | 21 996    | 25,65     | 4 809  | 5,61   | -      |
|          | Rad-soc   | Jean Baylet       | 21 664    | 25,27     | -      | -      | 1 1    |
|          | PCF       | Pierre Juge       | 16 831    | 19,63     | -      | -      | 1 1    |
|          | UFF       | Jacques Noni      | 15 110    | 17,62     | 12 950 | 15,10  | -      |
|          | Act° civ. | Charles Pauzie    | 15 110    | 17,62     | 2 160  | 2,52   | -      |
|          | SFIO      | Donatien Bezombes | 5 770     | 6,73      | -      | -      | -      |
|          | CNIG      | Camille Bégué     | 2 978     | 3,47      | -      | -      | -      |
|          | G. ind-JR | Marie Furt        | 0         | 0,00      | -      | -      | -      |
|          | RGRIF     | André Gendre      | 0         | 0,00      | -      | -      | -      |
|          |           |                   |           |           |        |        |        |
| Inscrits | Inscrits  | Inscrits          | 106 690   | 100,00    |        |        | 3      |
| Votants  | Votants   | Votants           | 88 216    | 82,68     |        |        |        |
| Exprimés | Exprimés  | Exprimés          | 85 745    | 97,20     |        |        |        |